# Vuk Minić
Vuk Minić (crnogorski: Вук Минић; Prošćenje, Mojkovac, 1940. – Bijelo Polje, 2003.) bio je crnogorski sveučilišni profesor ruske književnosti, književnik, esejist, prevoditelj i političar. 
Priredio za tiskanje 1990. dotad nepoznate memoare mitropolita Crnogorske pravoslavne Crkve Mitrofana Bana (Životopis ili uspomene iz života Mitropolita Mitrofana Bana), te preveo s ruskog niz drugih značajnih djela o crnogorskoj povijesti.
Tijekom 2000-ih se zalagao za službeno priznanje crnogorskog jezika.

## Vanjske poveznice
Čedomir DRAŠKOVIĆ, Matica crnogorska. VUK MINIĆ – OLIČENJE KULTURNOGA IZAZOVA I STVARALAČKOGA ENTUZIJAZMA (crnogorski)[neaktivna poveznica]